# Haus am Langen Markt 20

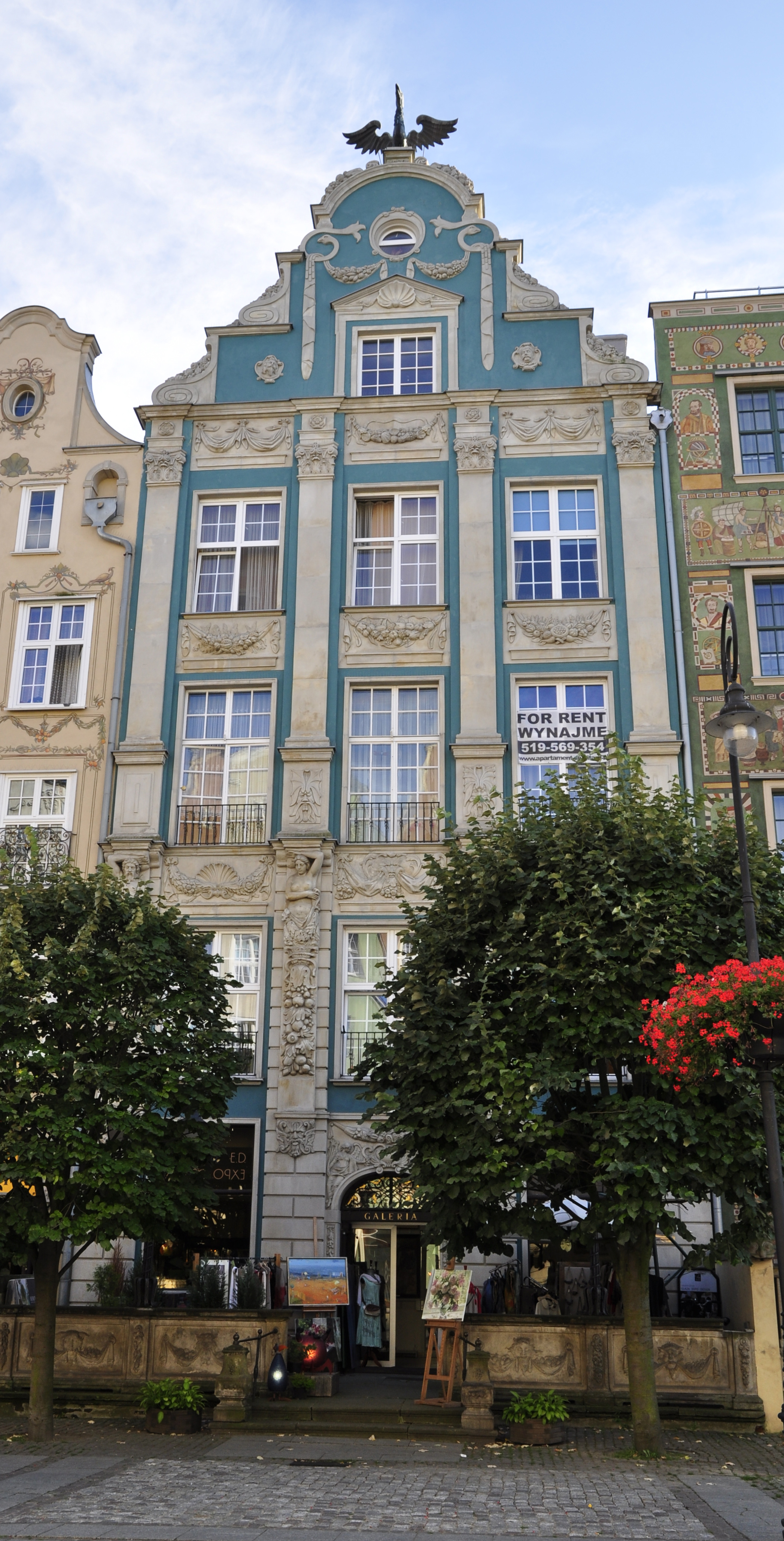
Haus am Langen Markt 20

Das Haus am Langen Markt 20 in Danzig ist ein 1680 errichtetes Bürgerhaus mit einer reich verzierten Barockfassade am Langen Markt. 

## Architektur und Geschichte
Die Fassade wird Andreas Schlüter zugeschrieben. Das Erdgeschoss wurde mit Bossenwerk verkleidet. Das erste Obergeschoss wurde besonders reich verziert. Das zweite und dritte Obergeschoss wurden durch korinthische Pilaster in Kolossalordnung verbunden. Über dem Giebel wurde eine Vogelgestalt mit ausgebreiteten Flügeln in Metallplastik aufgestellt.
Das 1945 stark beschädigte Gebäude wurde 1953–1954 wiederaufgebaut, wobei die erhaltenen Steinelemente wiederverwendet wurden.
Seit 1990 beherbergt das Haus eine Kunstgalerie.